# Jean-Luc Vilmouth
Jean-Luc Vilmouth, né le 5 mars 1952 à Creutzwald et mort le 17 décembre 2015  à Taipei (Taïwan), est un sculpteur français,. Il enseignait à l'École nationale supérieure des beaux-arts de Paris.

## Biographie
Formé aux Beaux-Arts de Metz, Jean-Luc Vilmouth débarque en Angleterre dans les années 1970 où il s'imprègne de la Nouvelle sculpture anglaise (Tony Cragg, Bill Woodrow…). Si le minimalisme et l’art conceptuel vont influencer ses premières œuvres, Vilmouth va rapidement focaliser ses recherches autour des objets du quotidien.
Se qualifiant d’« augmentateur », Jean-Luc Vilmouth cherche à apporter un complément à l’objet plutôt que de le transformer. Loin des préoccupations formalistes, il choisit les objets pour leur potentiel, leur mémoire : « Ce qui m’intéresse dans les objets qui nous entourent, c’est leur origine, leur conception… Je pense qu’un objet permet de comprendre toute une évolution sociale…». Par le biais de sculptures, d’installations, de vidéos ou de performances, Jean-Luc Vilmouth questionne le rapport à l’objet et sa place dans l'environnement. Relevant les dysfonctionnements du monde qui l’entoure, il cherche à réinterpréter le quotidien pour mieux le remettre en question. Par le principe du détournement et du changement d’échelle, il transcende de simples objets du quotidien, en augmente le sens et y engage le spectateur en tant qu’acteur.

## Installations permanentes (France)

### Comme un noyau, un voyage de l’esprit, Saint-Vincent-les-Forts (2011)
Dans le cadre du VIAPAC, Jean-Luc Vilmouth a installé une maquette du Fort Vauban de Saint-Vincent-les-Forts sur le chemin d’accès au site, en vis-à-vis du Fort. Contrairement au bâtiment qui a subi les marques du temps, la maquette en est une représentation exhaustive, à l'image de l'architecture d'origine. Ce dispositif amène le visiteur à percevoir la sculpture comme le noyau à partir duquel le fort se serait construit. Il s’agit à la fois d’une réflexion sur l’architecture et d’un travail de mémoire incitant le public à reconstituer mentalement l’architecture du fort en opérant un va-et-vient entre deux échelles de perception : celle, miniature de la maquette et celle monumentale du bâtiment.

### Bar des plantes, Strasbourg (2006)
Cette œuvre a été réalisée dans le cadre d’une commande publique pour la ville de Strasbourg. Il s’agit là d’un kiosque à fleurs fonctionnant comme une serre et dans lequel se dégustent des sirops de végétaux divers et variés.

### Comme deux tours, Châtellerault (1994)

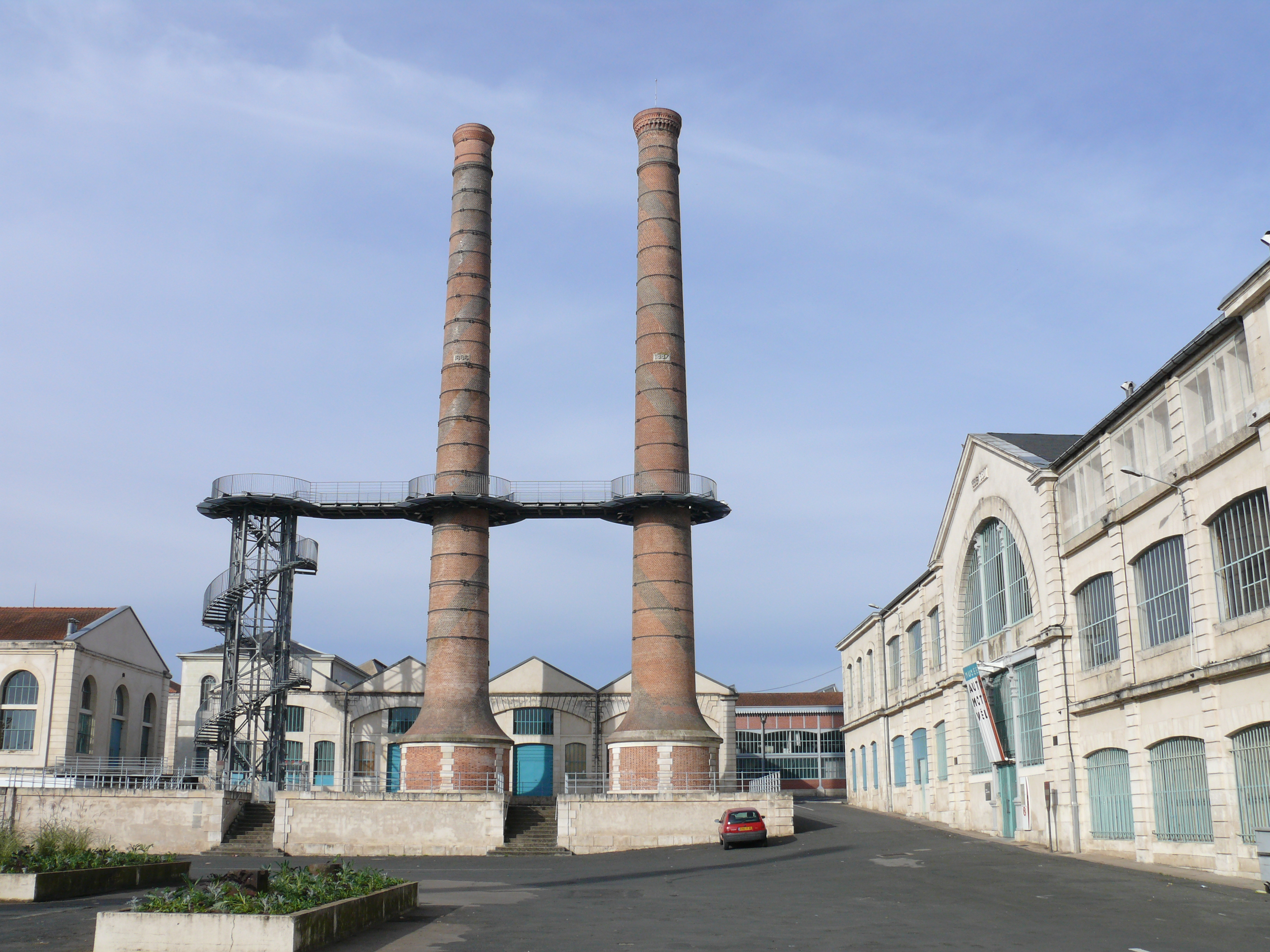
Comme deux tours, Châtellerault

Dans le cadre du réaménagement de la Manufacture d’armes de Châtellerault, Jean-Luc Vilmouth a réalisé une œuvre mettant en lumière le site et son histoire. Comme deux tours se présente comme une sorte de greffe architecturale métallique qui transforme deux énormes cheminées en tours d'observation. Les passerelles installées sur ces cheminées à 18 mètres de hauteur sont rendues accessibles par l’escalier hélicoïdal situé l’emplacement de l’ancien château d’eau. « Sur le site de la Manufacture s'élèvent deux cheminées visibles depuis presque toute la ville. Retourner la situation, c'est permettre au spectateur de montrer, c'est permettre au spectateur de monter sur les cheminées pour regarder la ville ».

## Expositions
- 2007 : Villa du Parc, Centre d’Art contemporain, Annemasse (France)
- 2006 : The White Building, Galerie Anne Vidal, Paris
- 2005 : Les visiteurs, carte blanche à Jean-Luc Vilmouth, Château de Carcassonne (France)
- 2004 : Code Unknown, Palais de Tokyo, Paris (France)
- 2000 : Elysian Fields, Centre national d'art et de culture Georges-Pompidou, Paris (France)
- 1999:  Autour d'e l'arbre, Château de Bionnay Morgane Rousseau, (France)
- 1994 : The winter of love, MoMA PS1, New-York (USA)
- 1991 : Biennale de Lyon (France)
- 1990 : Empreinte de Siam, empreinte de l'éléphant du bois de Vincennes, réalisée en porcelaine à partir d'un moulage en plâtre obtenu in situ, en collaboration avec la Manufacture nationale de Sèvres.
- 1987 : Local Time, le Magasin, centre national d’art contemporain, Grenoble (France)